# Muizenberg
Muizenberg (anciennement Muys Zijn Bergh puis Muysenbergh) est une petite ville balnéaire située sur False Bay dans la province du Cap-Occidental en Afrique du Sud, à la courbe Est de la péninsule du Cap. 
Faubourg de la ville du Cap, Muizenberg est une localité touristique et aisée, considérée comme le lieu de naissance du Surf en Afrique du Sud et est le siège de l'African Institute for Mathematical Sciences.
Cecil John Rhodes, l'ancien premier ministre de la Colonie du Cap et fondateur de la Rhodésie, est décédé en 1902 à Muizenberg dans son cottage situé au bord de la baie.

## Localisation
Muizenberg se situe sur False Bay à 27 km au sud-est de la ville du Cap.

## Quartiers
La commune de Muizenberg se divise en 11 secteurs couvrant le centre ville (Muizenberg SP2), des quartiers résidentiels à l'ouest de Prince George Drive (comme Lakeside ou Marina da Gama), des quartiers populaires à l'est de Prince George Drive (comme le township de Vrygrond et le quartier de Capricorn), un bidonville (Vrygrond Informal) et une banlieue aisée au sud-ouest (St. James).

## Démographie

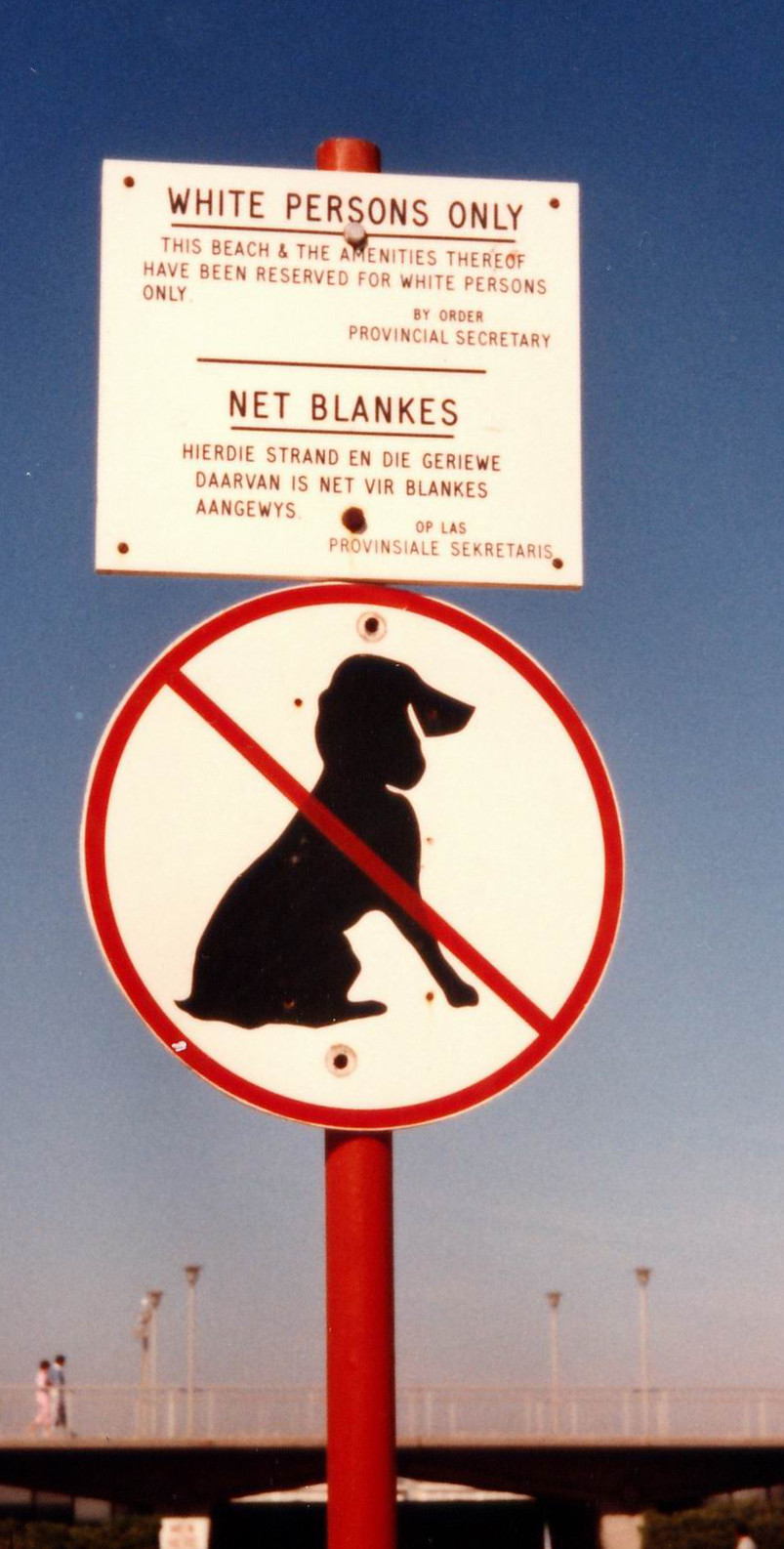
La plage de Muizenberg en 1985, réservée alors aux blancs seulement en raison des lois de l'apartheid en plus d'être interdite aux chiens

La commune de Muizenberg comprend 36 857 résidents, principalement issus de la communauté noire (39,06 %). Les blancs, prépondérants encore en 2001, représentent 27,79 % des résidents tandis que les coloureds, majoritaires dans la péninsule du Cap et dans la province, constituent 26,17 % des habitants. 
Plus précisément, les blancs sont majoritaires dans le centre historique de Muizenberg (49,85 % des 5 537 résidents,.) et dans les quartiers situés à l'ouest de Prince George Drive (notamment 83,47 % des 2 226 résidents de Lakeside et 35,04 % des 4 969 résidents de Marina Da Gama). À l'inverse, dans les quartiers situés à l'est de Prince George Drive, les noirs sont majoritaires à Vrygond (60,05 % des 13 522 habitants du township hors bidonville) et les Coloureds, majoritaires dans les quartiers de Capricorn (35,04 % des 1 821 résidents) et de Costa Da Gama (46,78 % des 2 638 résidents). Dans le bidonville de Vrygond informal, les occupants sont principalement issus de la communauté noire (68,26 %), devant les Coloureds (30,42 %), les indo-asiatiques (0,63 %) et les blancs (0,11 %). 
Les habitants sont à 44,28 % de langue maternelle anglaise, à 22,81 % de langue maternelle afrikaans et à 15,26 % de langue maternelle xhosa.

## Historique

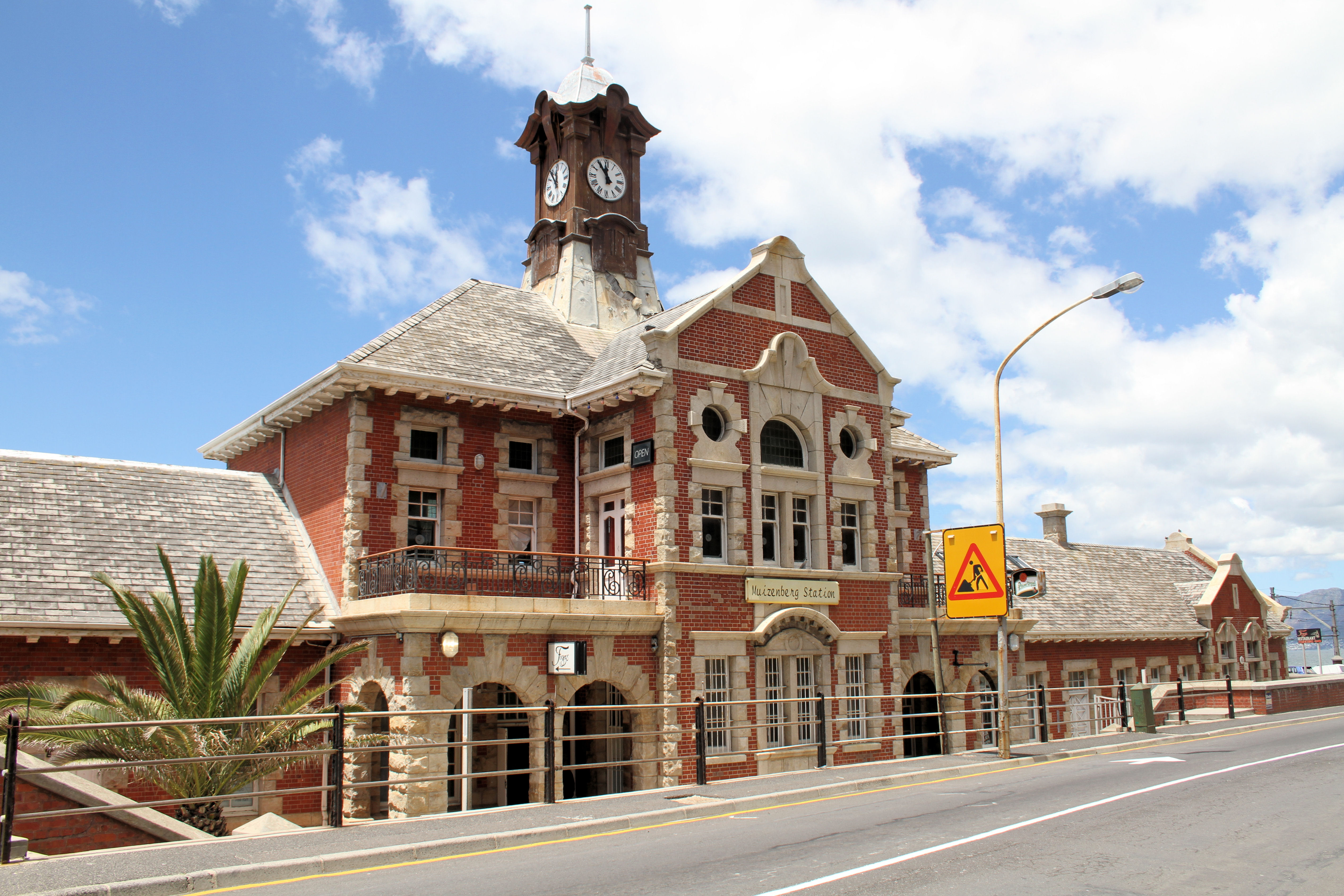
La gare ferroviaire de Muizenberg

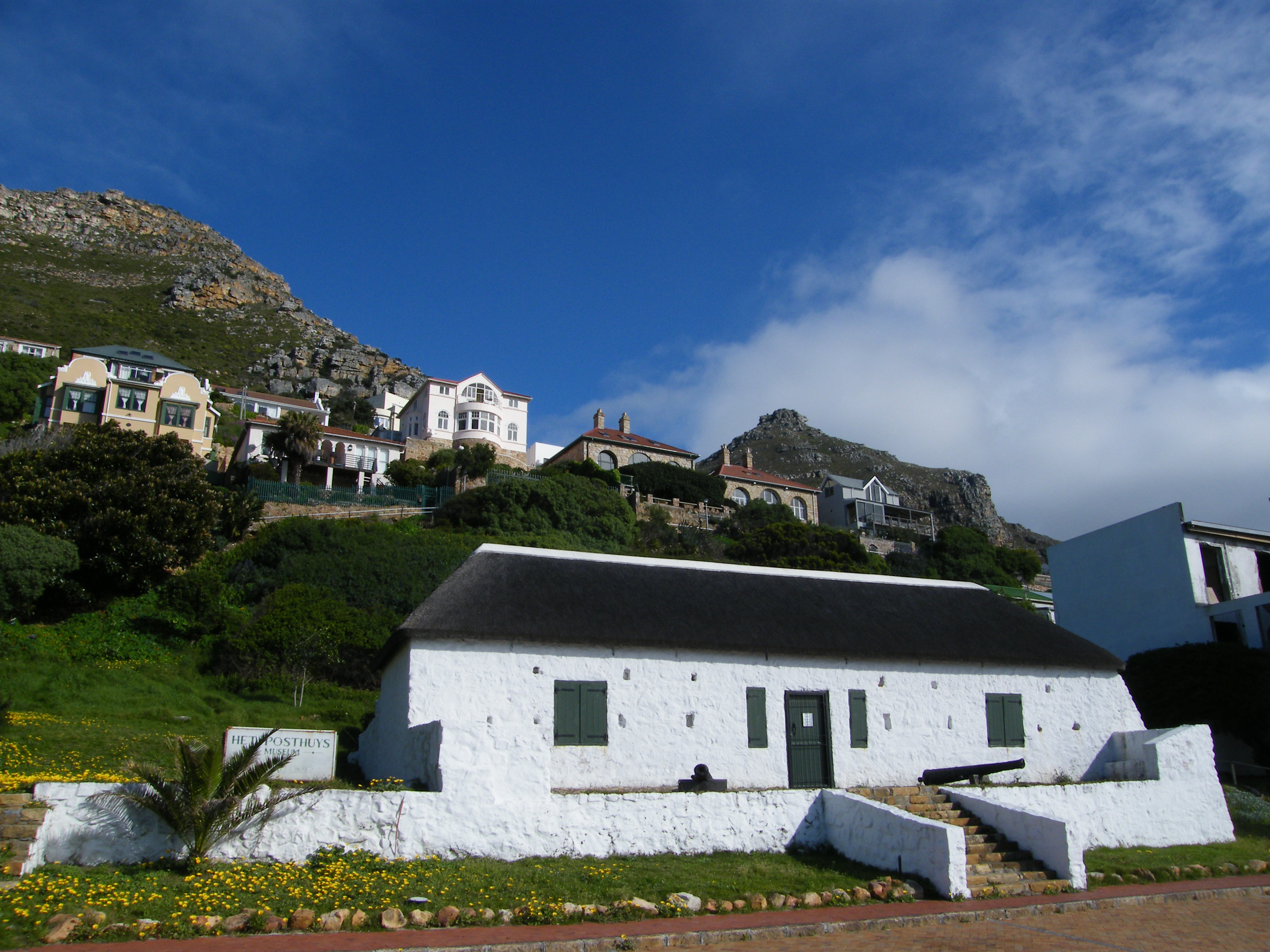
Posthuys, Main Road

En 1670, les premiers Européens s'établissent sur le site du futur Muizenberg. La Compagnie néerlandaise des Indes orientales (Vereenigde Ost-Indische Compagne ou VOC) y installe un petit fortin en 1673 qui sert plus tard de bâtiment douanier. Ce bâtiment est ensuite reconstruit en 1742 pour devenir un poste militaire (Het Posthuys), actuel plus ancien bâtiment de Muizenberg.
En 1743, le poste militaire prend le nom usuel de fort Muys, baptisé ainsi en référence à son commandant, le sergent Wynand Muis. Le site est ensuite successivement désigné en tant que Muys Zijn Bergh, puis Muysenbergh afin d'être définitivement appelé et orthographié Muizenberg.
En juin 1795, la bataille de Muizenberg opposa brièvement les autorités néerlandaises de la compagnie et la marine royale de Grande-Bretagne. Elle se solda trois mois plus tard par l'occupation de la colonie du Cap par les Anglais.
Muizenberg devint une municipalité en 1895. Elle fusionne en 1897 avec la commune de Kalk Bay pour devenir la municipalité de Kalk Bay. En 1913, cette dernière est intégrée à son tour à celle du Cap.
Muizenberg est réputé aujourd'hui pour sa longue plage de sable fin et est très apprécié des touristes et des retraités aisés.

## Politique

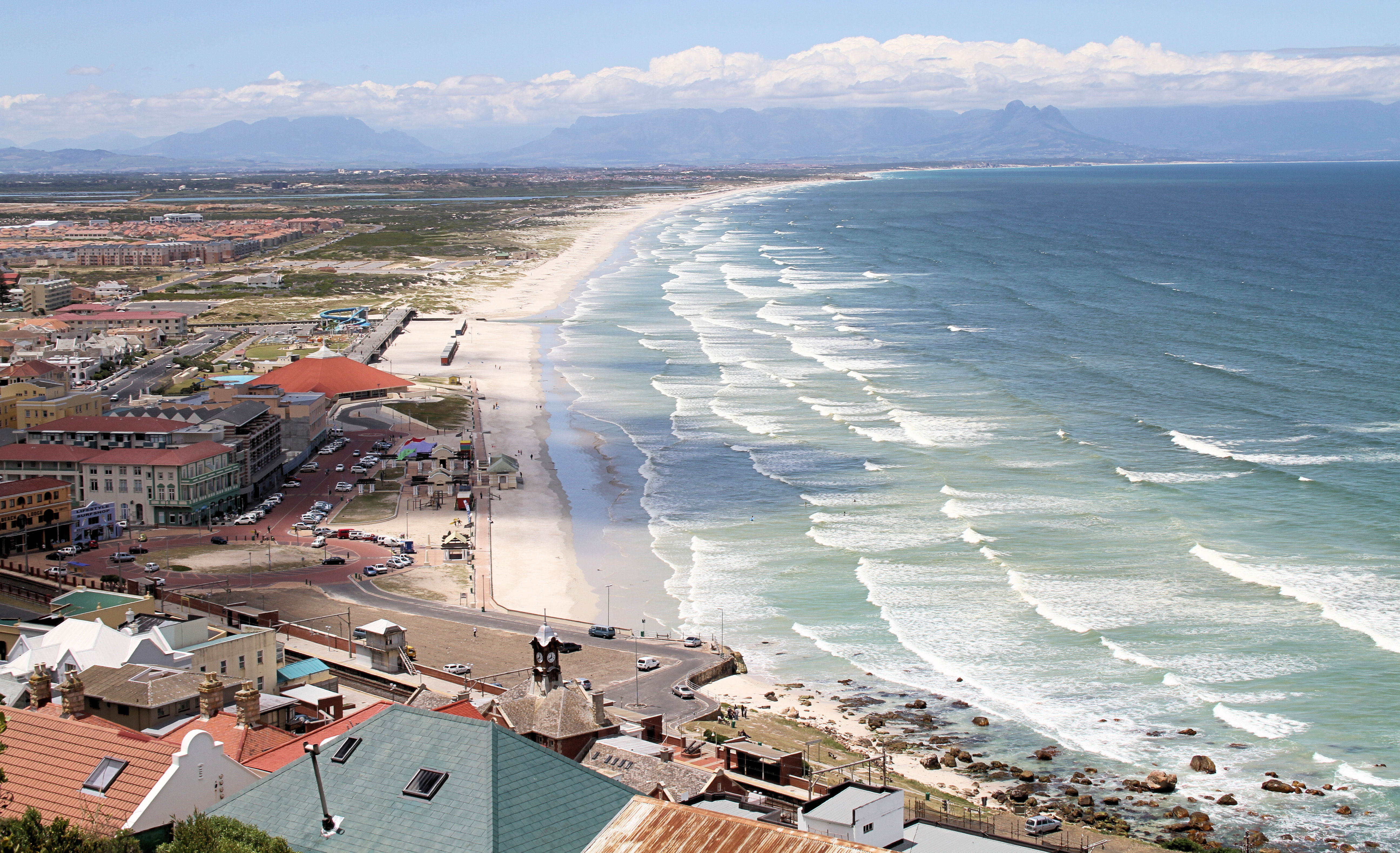
La plage de Muizenberg

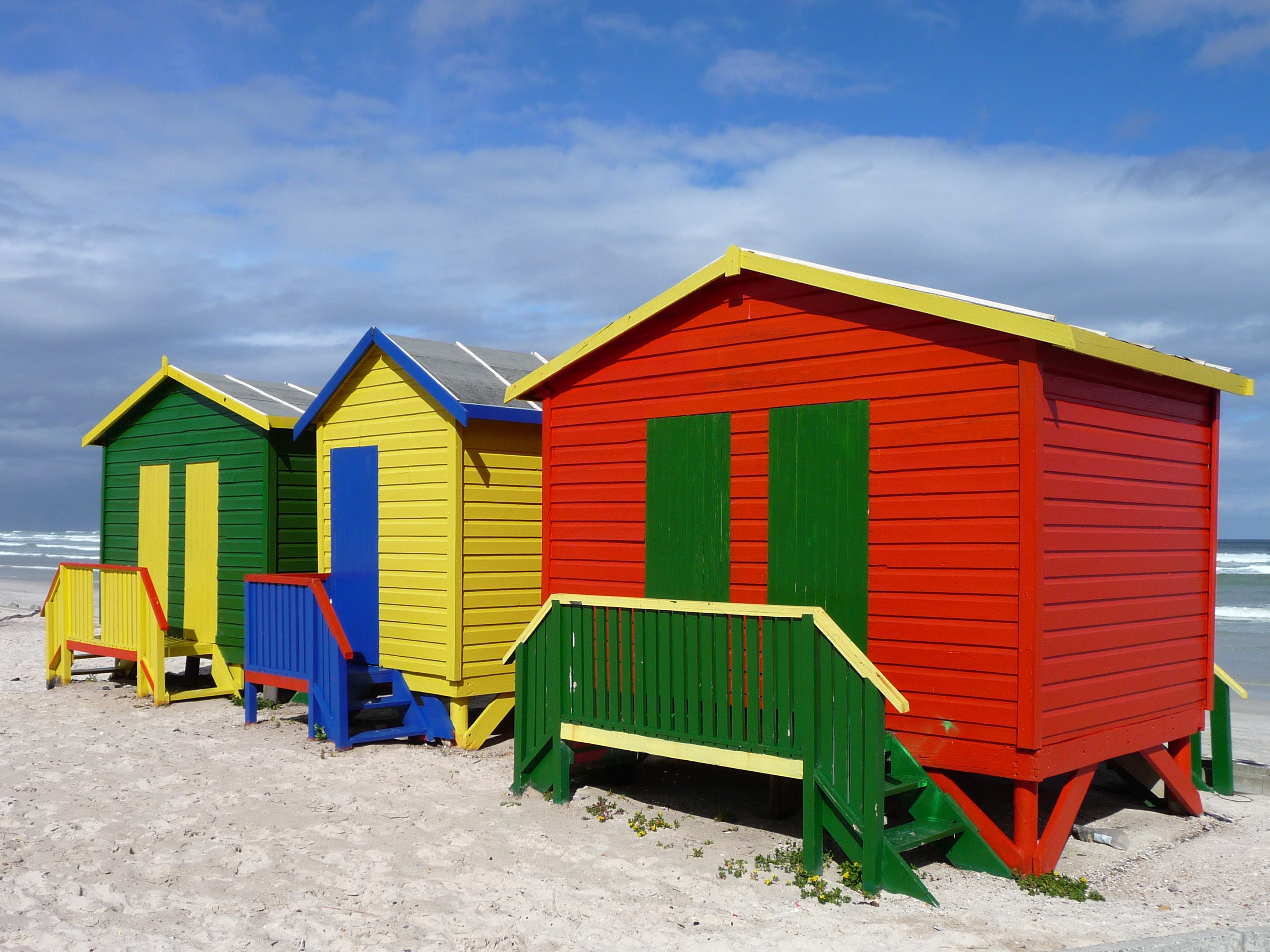
Les cabines colorées de Muizenberg

Depuis la refondation de la municipalité du Cap en 2000, Muizenberg est située dans deux arrondissements et dans deux circonscriptions électorales : 
- dans le 19e arrondissement et dans la circonscription municipale n° 64 (Fish Hoek - Clovelly - Muizenberg - St. James - Lakeside - Kalk Bay - Marina da Gama) dont le conseiller municipal est, depuis 2016, Aimee Kuhl (DA)[11],
- dans le 20e arrondissement et dans la circonscription municipale n° 71 (Kirstenhof - Tokai - Steenberg - Retreat - Cape Farms District H au sud-est de Hout Bay et sud-ouest de Constantia, ouest de Tokai/Muizenberg, nord-ouest de St. James - Lakeside - Heathfield - Bergvliet) dont le conseiller municipal est Penelope East (DA)[12].

## Musée
- Le cottage de Cecil Rhodes, au 246 Main Road[13].